# 金普顿酒店及餐廳
金普頓酒店及餐廳是一間洲際酒店集團旗下品牌。於1981年由比爾金普頓成立於加州舊金山, 為現時美國最大的精品酒店品牌。創辦初期多數酒店位於美國境內；近年亦擴張至歐洲及亞洲。
多數金普頓分店皆擁有其獨立的品牌名稱；而2005年金普頓亦推出兩個副品牌：帕洛馬酒店(Hotel Palomar)和摩納哥酒店(Hotel Monaco)。每間分店皆擁有對外營運的餐廳及酒吧，金普頓以高檔、潮流定位其餐廳及酒吧的消費市場
2014年12月16日，洲際酒店集團宣布將以4.3億美元收購金普頓旗下所有品牌，並將其往海外擴張。 現今全球共有77間酒店，多數位於北美洲、加勒比海、西歐和東亞。

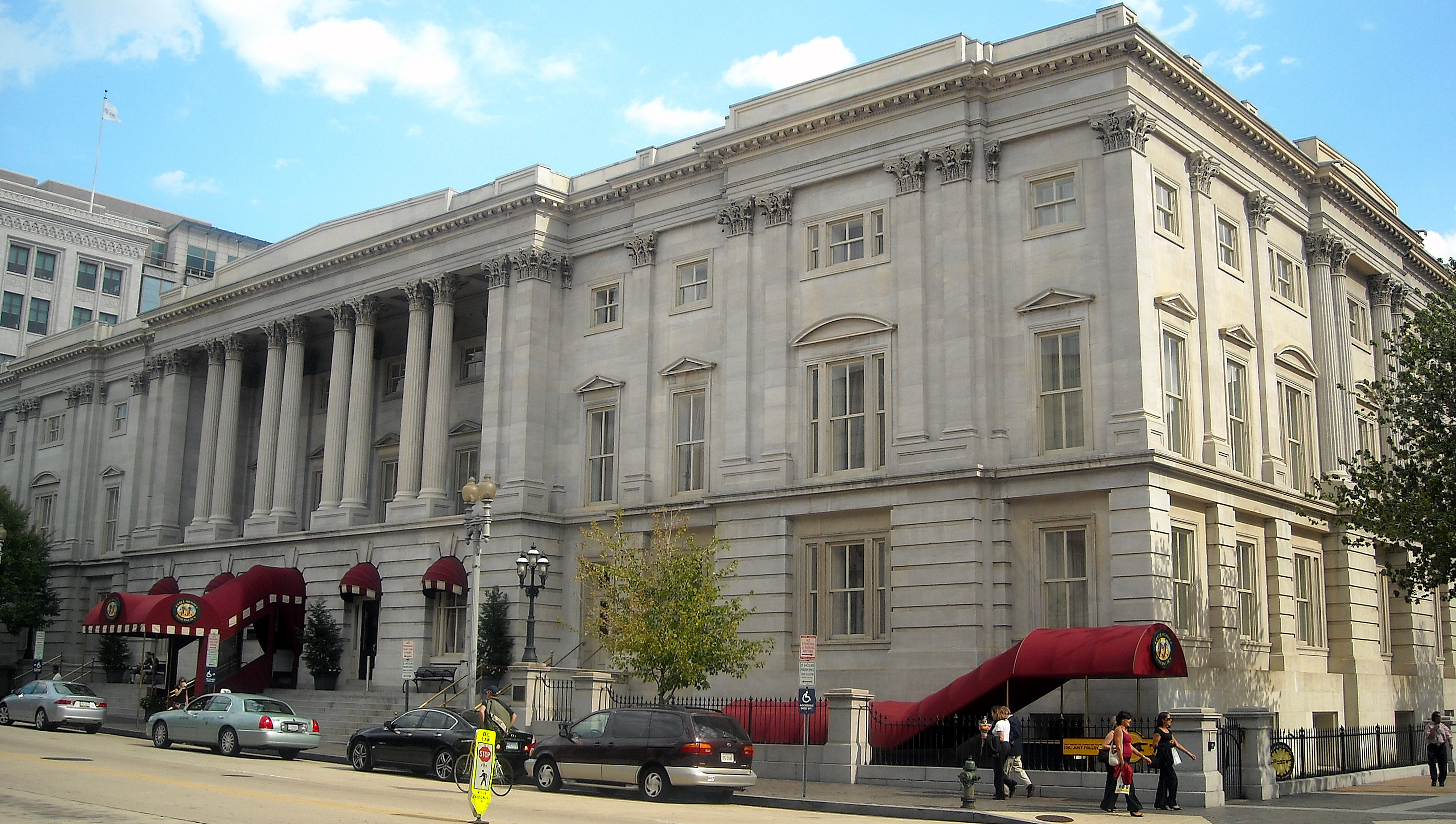
華盛頓特區金普頓摩納哥酒店

## 飯店品牌

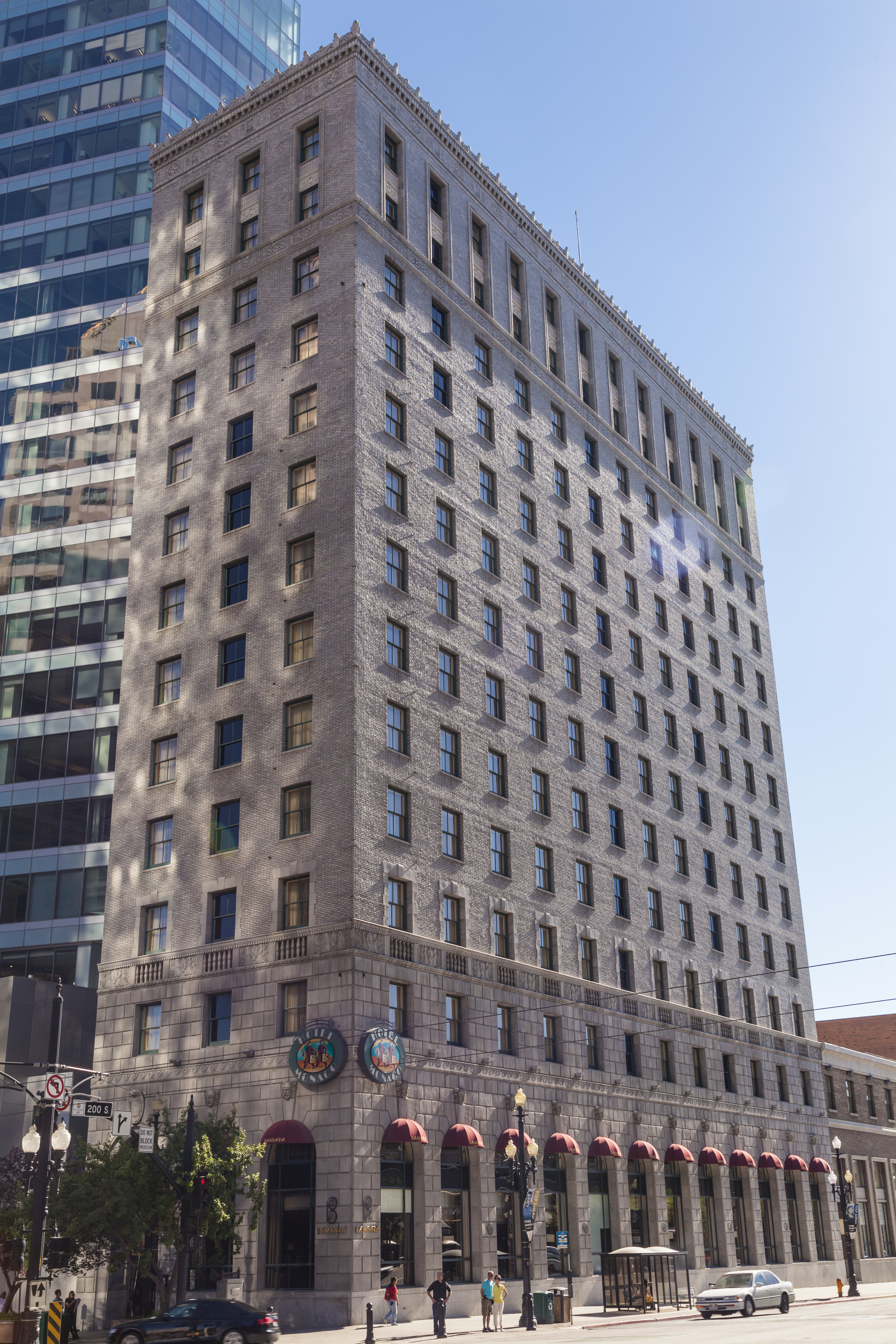
鹽湖城摩納哥酒店

### 摩納哥酒店
- 巴爾的摩, 馬里蘭州[4]
- 芝加哥, 伊利諾州
- 丹佛, 科羅拉多州
- 華盛頓特區
- 費城, 賓州
- 匹茲堡, 賓州[5]
- 波特蘭, 奧瑞岡州
- 鹽湖城, 猶他州
- 西雅圖, 華盛頓州

### 帕洛馬酒店
- 費城, 賓州
- 洛杉磯, 加州
- 聖地牙哥, 加州
- 鳳凰城, 亞利桑那州

### 美國境內其他據點
加州
- 沙加緬度
- 聖塔芭芭拉
- 棕櫚泉
- 戈利塔
- 杭亭頓海灘

蒙大拿州
- 波茲曼

威斯康辛州
- 密爾瓦基

內布拉斯加州
- 奧馬哈

德州
- 達拉斯
- 沃斯堡
- 奧斯丁

路易斯安那州
- 紐奧良

喬治亞州
- 亞特蘭大

田納西州
- 納許維爾

俄亥俄州
- 克里夫蘭

佛蒙特州
- 本寧頓

紐約州
- 紐約

維吉尼亞州
- 亞歷山大

北卡羅萊納州
- 阿什維爾
- 夏洛特
- 溫莎

南卡羅萊納州
- 薩凡納

佛羅里達州
- 邁阿密
- 羅德岱堡
- 基威斯特
- 維羅海灘

### 海外據點
- 北美洲及加勒比海
  - 開曼群島
  - 多倫多, 加拿大
  - 圖盧姆, 墨西哥
- 歐洲
  - 阿姆斯特丹, 荷蘭
  - 巴塞隆納, 西班牙
  - 馬約卡, 西班牙
  - 愛丁堡, 英國
  - 格拉斯哥, 英國
  - 倫敦, 英國
  - 曼徹斯特, 英國
  - 巴黎，法國
- 亞洲
  - 尖沙咀，香港(2024年7月)
  - 台北，台灣
  - 蘇州，中國
  - 昌吉，中國(2024年8月新疆华美胜地昌吉金普顿酒店集群开建)
  - 無錫，中國(2024年11月崇安寺三期开建)
  - 曼谷，泰國
  - 東京，日本
  - 峇里島，印尼

## 引用文獻
1. ↑  . Fortune. February 4, 2014  [February 26, 2014]. （原始内容存档于2016-03-10）.
2. ↑   (新闻稿). Intercontinental Hotels Group. 16 December 2014  [2014-12-15]. （原始内容存档于16 December 2014）.
3. ↑  Downey, Sean. . Lodging. 15 December 2014  [2014-12-15]. （原始内容存档于2021-06-03）.
4. ↑  Gunts, Edward (July 30, 2009). "Hotel Monaco Baltimore Offers Taste of Luxury" （页面存档备份，存于）. The Baltimore Sun.
5. ↑  . www.monaco-pittsburgh.com.   [6 December 2018]. （原始内容存档于2022-12-06）.

## 外部連結
- 官方网站